# Günther Jauch (Fernsehsendung)
Günther Jauch  war eine wöchentliche Talkshow mit Schwerpunkt auf politischen und gesellschaftspolitischen Themen. Die Live-Sendung wurde ab dem 11. September 2011 am Sonntagabend um 21:45 Uhr im öffentlich-rechtlichen Fernsehprogramm Das Erste sowie im öffentlich-rechtlichen Hörfunkprogramm hr-info ausgestrahlt und dauerte 60 Minuten. Moderator und Namensgeber der Sendung war Günther Jauch. Die letzte Sendung fand am 29. November 2015 statt.
Für die Sendung erhielt Jauchs Produktionsgesellschaft i&u TV laut einem Pressebericht 10,5 Millionen Euro pro Jahr.
Ab dem 17. Januar 2016 belegte Anne Will, Jauchs Vorgängerin, den Sendeplatz erneut.

## Konzept und Ablauf
Günther Jauch sendete unter dem Slogan „Der Polittalk aus dem Herzen der Hauptstadt“. Jeden Sonntag um 21:45 Uhr empfing Moderator Günther Jauch im Studio im Berliner Gasometer Gäste aus Politik und Gesellschaft, um mit ihnen über das Thema der Woche zu diskutieren. Der Talk sollte aktuell sein, für die Zuschauer relevant und emotional bewegend.
Die Anzahl der Gäste war nicht genau festgelegt. Häufig fand die Diskussion in einer fünf- bis sechsköpfigen Runde statt, aber auch ein Einzelgespräch war möglich.
Bei besonderen Anlässen wurden auch Extra-Sendungen in das Programm eingeschoben, so z. B. am 17. Februar 2012 zum Rücktritt Christian Wulffs, am 16. Juni 2013 zur Hochwasserlage in Deutschland und am 11. Januar 2015 zum Terroranschlag auf das französische Satiremagazin Charlie Hebdo.

## Produktion und Ausstrahlung

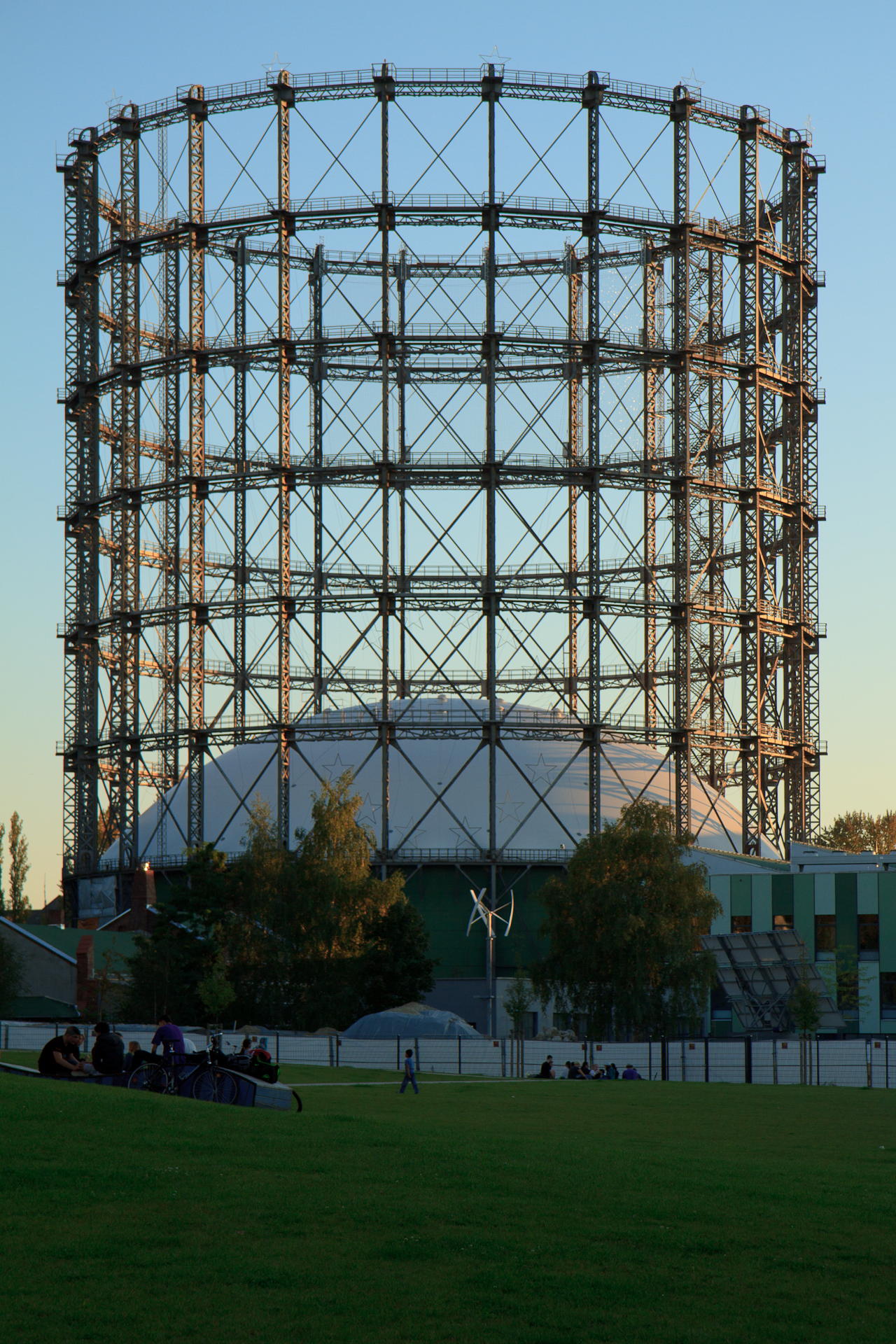
Der Gasometer Schöneberg, in dem die Sendung produziert wurde

Die Talksendung wurde nicht in einem typischen Fernsehstudio produziert, sondern in einem alten Industriedenkmal, dessen 80 Meter hohe markante Stahlkonstruktion weithin sichtbar ist. Im Inneren des Gasometers befindet sich ein der Reichstagskuppel nachempfundener Veranstaltungsraum, der rund 300 Zuschauern Platz bietet. Die Kuppel war 2006 als Talkarena für die Fußballweltmeisterschaft gebaut worden und stand damals vor dem Bundestagsgebäude in Berlin.
Produziert wurde die Sendung im Auftrag des Norddeutschen Rundfunks von der Produktionsgesellschaft i&u TV, die 2000 von Günther Jauch gegründet wurde. Die technische Realisation wurde ab Bestehen der Sendung von der Studio Berlin Adlershof GmbH durchgeführt.
Die Sendung wurde live aus Berlin gesendet. Die Übertragung begann in der Regel sonntags um 21:45 Uhr. Darüber hinaus wurde die Sendung auch im Internet als Livestream in der ARD und Das Erste Mediathek gezeigt. Die Sendungen waren dort in der Regel ein Jahr lang abrufbar.
| Sender | Sendezeit                             |
| ------ | ------------------------------------- |
|        | Sonntag, 21:45 Uhr (Erstausstrahlung) |
|        | Montag, 09:45 Uhr (Wdh.)              |
|        | Montag, 20:15 Uhr (Wdh.)              |
|        | Dienstag, 00:55 Uhr (variabel) (Wdh.) |
|        | Dienstag, 01:45 Uhr (variabel) (Wdh.) |

## Themen und Gäste der Sendungen
Die Sendungen sind chronologisch nach der Ausstrahlung sortiert.
| Nr. ges. | Nr. | Erstausstrahlung   | Thema                                                                                | Gäste |
| -------- | --- | ------------------ | ------------------------------------------------------------------------------------ | --- |
| 0.01     | 01  | 11. September 2011 | Zehn Jahre 11. September – War es richtig, in den Krieg zu ziehen?                   | Mathias Döpfner, Elke Heidenreich, Peter Struck, Jürgen Todenhöfer, Jürgen Klinsmann, Marcy Borders, Tanja Menz    |
| 0.02     | 02  | 18. September 2011 | Die schwarz-gelbe Pleite! Kann diese Regierung noch den Euro retten?                 | Philipp Rösler, Norbert Röttgen, Beatrice Weder di Mauro, Dirk Müller, Klaus Wowereit                              |
| 0.03     | 03  | 25. September 2011 | Der Kampf um den Euro – Bundeskanzlerin Angela Merkel zu Gast bei Günther Jauch      | Angela Merkel |
| 0.04     | 04  | 2. Oktober 2011    | Alte an die Arbeit! Können wir uns Rentner noch leisten?                             | Ursula von der Leyen, Oskar Lafontaine, Herbert Henzler, Götz Aly, Lasse Becker                                    |
| 0.05     | 05  | 9. Oktober 2011    | Essen für die Tonne – Wie stoppen wir den Wegwerf-Wahnsinn?                          | Ilse Aigner, Stefan Genth, Sarah Wiener, Valentin Thurn, Hanna Poddig                                              |
| 0.06     | 06  | 16. Oktober 2011   | Die Trinker-Republik – Unterschätzen wir die Volksdroge Alkohol?                     | Andreas Schockenhoff, Christine Haderthauer, Bernd Siggelkow, Peter Richter, Rüdiger-Rolf Salloch-Vogel            |
| 0.07     | 07  | 23. Oktober 2011   | Klartext in der Krise – Helmut Schmidt und Peer Steinbrück zu Gast bei Günther Jauch | Helmut Schmidt, Peer Steinbrück                                                                                    |
| 0.08     | 08  | 30. Oktober 2011   | Banken an die Leine! Wie bekommen wir die Finanzmärkte in den Griff?                 | Hilmar Kopper, Rainer Brüderle, Sahra Wagenknecht, Jürgen Trittin, Wieslaw Jurczenko                               |
| 0.09     | 09  | 6. November 2011   | Chaos-Tage in Athen – Wer will die Griechen jetzt noch retten?                       | Ursula von der Leyen, Gregor Gysi, Anja Kohl, Max Otte, Michalis Pantelouris                                       |
| 010      | 10  | 13. November 2011  | Blutiger Terror von rechts – Haben wir die braune Gefahr unterschätzt?               | Joachim Herrmann, Cem Özdemir, Manuel Bauer, Frank Jansen, Erardo Rautenberg, Gemza Kubasik, Birgit Lohmeyer       |
| 011      | 11  | 20. November 2011  | Schicksal Alzheimer – Und wer kümmert sich um mich?                                  | Daniel Bahr, Manuela Schwesig, Britta Nagel, Oliver Peters, Gerhard Bräuer, Birgit Hohnecker                       |
| 012      | 12  | 27. November 2011  | Generation doof – Warum gibt es so viele Bildungsverlierer?                          | Jana Vijayakumaran, Heide Steppke, Harald Christ, Monika Hohlmeier, Sabine Czerny, Michael Rudolph, Felix Magath   |
| 013      | 13  | 11. Dezember 2011  | Nach dem Krisen-Gipfel – Geht’s jetzt auch noch mit Deutschland bergab?              | Oskar Lafontaine, Edmund Stoiber, Viviane Reding, Hans-Werner Sinn, Rolf-Dieter Krause, Bernhard Seitz, Dirk Meyer |
| 014      | 14  | 18. Dezember 2011  | Die 500.000-Euro-Frage – Ist Christian Wulff noch der richtige Bundespräsident?      | Hildegard Hamm-Brücher, Peter Altmaier, Renate Künast, Wolfgang Herles, Nikolaus Blome, Hans Herbert von Arnim     |

| Nr. ges. | Nr. | Erstausstrahlung   | Thema | Gäste |
| -------- | --- | ------------------ | --- | --- |
| 015      | 01  | 8. Januar 2012     | Der Problem-Präsident – Wie glaubwürdig ist Christian Wulff?                                                             | Bernhard Vogel, Nikolaus Blome, Georg Mascolo, Katrin Göring-Eckardt, Ferdinand von Schirach, Angela Solaro                                           |
| 016      | 02  | 15. Januar 2012    | Deutschland XXL – Brauchen wir Steuern auf Dickmacher?                                                                   | Ilse Aigner, Karl Lauterbach, Werner Wolf, Dagmar von Cramm, Maite Kelly                                                                              |
| 017      | 03  | 22. Januar 2012    | In aller Freundschaft – Wie viel Wulffen ist in Ordnung?                                                                 | Moritz Hunzinger, Anke Domscheit-Berg, Rita Süssmuth, Wolfgang Kubicki, Giovanni di Lorenzo                                                           |
| 018      | 04  | 29. Januar 2012    | Links vor rechts – Jagt der Verfassungsschutz die Falschen?                                                              | Dietmar Bartsch, Alexander Dobrindt, Peter Frisch, Heribert Prantl, Vera Lengsfeld                                                                    |
| 019      | 05  | 5. Februar 2012    | Die letzten Zeitzeugen – Gerät Auschwitz in Vergessenheit?                                                               | Anita Lasker-Wallfisch, Marcel Reif, Christian Berkel, Marina Weisband, Uwe Dziuballa                                                                 |
| 020      | 06  | 12. Februar 2012   | Wulff und die Amigos – wenn Politik auf Wirtschaft trifft...!                                                            | Hiltrud Schwetje, Peter Hintze, Heide Simonis, Hans-Rudolf Wöhrl, Gertrud Höhler                                                                      |
| 021      | 07  | 17. Februar 2012   | Wulffs Rücktritt – Günther Jauch diskutierte Hintergründe und Folgen (Sondersendung zum Rücktritt des Bundespräsidenten) | Dirk Roßmann, Nikolaus Blome, Günther Beckstein, Claudia Roth, Gerhart Baum, Hans Herbert von Arnim                                                   |
| 022      | 08  | 19. Februar 2012   | Deutschland sucht den Super-Präsidenten – wen zaubert Merkel aus dem Hut?                                                | Hildegard Hamm-Brücher, Heiner Geißler, Wolfgang Bosbach, Andrea Nahles, Ulrich Wickert                                                               |
| 023      | 09  | 26. Februar 2012   | Hilfeschreie, die niemand hört – Wer versagt beim Kinderschutz?                                                          | Johannes Kahrs, Katharina Saalfrank, Heinz Buschkowsky, Marita Meissner, Peter Hahne                                                                  |
| 024      | 10  | 4. März 2012       | Sündenfall Atomkraft – Aber geht’s wirklich ohne Kernenergie?                                                            | Klaus Töpfer, Gudrun Pausewang, Franz Alt, Ulrich Walter, Wolfgang Clement                                                                            |
| 025      | 11  | 11. März 2012      | Der tiefe Fall des Christian Wulff – Wie gelingt ein Abschied in Würde?                                                  | Henning Scherf, Peter Altmaier, Ines Pohl, Heinz Rudolf Kunze, Bodo Ramelow                                                                           |
| 026      | 12  | 18. März 2012      | Joachim Gauck – Der Volks-Präsident? (Sendung zur Wahl des elften Bundespräsidenten)                                     | Sibylle Hammer, Philipp Rösler, Hans-Jochen Vogel, Edmund Stoiber, Georg Mascolo, Gesine Lötzsch                                                      |
| 027      | 13  | 25. März 2012      | Gestresst – Arbeiten bis zum Umfallen?                                                                                   | Wolfgang Niedecken, Ursula von der Leyen, Notker Wolf, Wolfgang Kubicki, Michael Kastner                                                              |
| 028      | 14  | 1. April 2012      | Die große Benzin-Abzocke – Wer stoppt die Preistreiber?                                                                  | Niki Lauda, Ranga Yogeshwar, Klaus Picard, Patrick Döring, Bärbel Höhn, Achim Hirsch                                                                  |
| 029      | 15  | 15. April 2012     | Der Blechtrommler – Was ist dran an Grass’ Israel-Kritik?                                                                | Heide Simonis, Dirk Niebel, Jakob Augstein, Michael Wolffsohn, Michael Degen, Michael Lüders                                                          |
| 030      | 16  | 22. April 2012     | Schicksalsschläge – Samuel Kochs zweites Leben                                                                           | Maximilian Keil, Christoph Koch, Rebecca Koch, Samuel Koch, Udo Reiter, Nikolaus Schneider                                                            |
| 031      | 17  | 29. April 2012     | Das Aldi-Prinzip – Billig um jeden Preis?                                                                                | Andreas Straub, Günter Wallraff, Dieter Brandes, Susanne Amann, Stefan Genth, Wolfgang Bosbach                                                        |
| 032      | 18  | 6. Mai 2012        | Wahlschlacht, die erste – Piraten entern, Liberale im Aufwind? (Sendung zur Landtagswahl in Schleswig-Holstein)          | Klaus Wowereit, Norbert Röttgen, Renate Künast, Christian Lindner, Gregor Gysi, Johannes Ponader                                                      |
| 033      | 19  | 13. Mai 2012       | Wahlschlacht, die zweite – Merkel in Not? (Sendung zur Landtagswahl in Nordrhein-Westfalen)                              | Sigmar Gabriel, Ursula von der Leyen, Philipp Rösler, Jürgen Trittin                                                                                  |
| 034      | 20  | 20. Mai 2012       | Brauchen wir den Euro wirklich? Thilo Sarrazin gegen Peer Steinbrück                                                     | Thilo Sarrazin, Peer Steinbrück |
| 035      | 21  | 3. Juni 2012       | Kinderzimmer statt Kita – Die Betreuungslüge der Koalition?                                                              | Manuela Schwesig, Alexander Dobrindt, Christa Müller, Stefan Sell, Gabi Bauer                                                                         |
| 036      | 22  | 10. Juni 2012      | Trauma Afghanistan – Welche Spuren hinterlässt der Krieg?                                                                | Robert Sedlatzek-Müller, Petra Lichtenauer, Thomas de Maizière, Heinz Otto Fausten, Luc Jochimsen, Ulrich Meyer, Kornelia Sturz, Martina de Maizière  |
| 037      | 23  | 19. August 2012    | Her mit euren Millionen – Drücken sich die Reichen?                                                                      | Norbert Walter-Borjans, Tim Guldimann, Katja Kipping, Wolfgang Kubicki, Thomas Selter, Frank Wehrheim                                                 |
| 038      | 24  | 26. August 2012    | Machtfrau Merkel – Wie tickt die Kanzlerin?                                                                              | Ursula von der Leyen, Lothar de Maizière, Gertrud Höhler, Wolfgang Herles                                                                             |
| 039      | 25  | 2. September 2012  | Achtung Computer! Macht uns das Internet dumm?                                                                           | Manfred Spitzer, Ranga Yogeshwar, Petra Gerster, Klaus Peter Jantke                                                                                   |
| 040      | 26  | 9. September 2012  | Im Namen des Volkes! Müssen wir die Euro-Rettung stoppen?                                                                | Beatrice von Weizsäcker, Otmar Issing, Winfried Hassemer, Markus Söder, Hans-Ulrich Jörges                                                            |
| 041      | 27  | 16. September 2012 | Der große Bioschwindel – Wie gut ist Öko wirklich?                                                                       | Sarah Wiener, Udo Pollmer, Heinrich Graf von Bassewitz, Stefan Genth, Heiner Kamps                                                                    |
| 042      | 28  | 23. September 2012 | Eine Frage der Gerechtigkeit: Wer kann noch in Wohlstand leben?                                                          | Uli Hoeneß, Hannelore Kraft, Bernd Siggelkow, Edmund Stoiber, Katja Kipping                                                                           |
| 043      | 29  | 30. September 2012 | Banker gegen Revoluzzer – Ackermann gegen Cohn-Bendit                                                                    | Josef Ackermann, Daniel Cohn-Bendit |
| 044      | 30  | 7. Oktober 2012    | Herr Steinbrück, können Sie Kanzler? Der Kandidatencheck                                                                 | Peer Steinbrück |
| 045      | 31  | 14. Oktober 2012   | Kachelmanns Fall – Was ist ein Freispruch wert?                                                                          | Jörg Kachelmann, Miriam Kachelmann, Winfried Hassemer, Gerhart Baum, Hans-Hermann Tiedje                                                              |
| 046      | 32  | 21. Oktober 2012   | Total transparent – Wollen wir den gläsernen Politiker?                                                                  | Michael Glos, Andrea Nahles, Bernd Schlömer, Hans-Rudolf Wöhrl, Jakob Augstein                                                                        |
| 047      | 33  | 28. Oktober 2012   | Deutscher Hass – Wie tief ist der Neonazi-Sumpf?                                                                         | Thomas Grund, Hans-Peter Friedrich, Cem Özdemir, Mely Kiyak, Thomas Kuban                                                                             |
| 048      | 34  | 4. November 2012   | Kostenfaktor Oma – wird Pflege unbezahlbar?                                                                              | Helmi Uebach, Ulla Schmidt, Jens Spahn |
| 049      | 35  | 11. November 2012  | Was verdient Deutschland? Der Streit um einen gerechten Lohn                                                             | Ursula von der Leyen, Oskar Lafontaine, Anton Schaaf, Thomas Kemmerich                                                                                |
| 050      | 36  | 18. November 2012  | „Unheilbar krank – Leben mit dem Tod“ (ARD-Themenwoche)                                                                  | Bastian Brauns, Katharina Reingen, Fritz Roth, Wolfgang Bosbach, Margot Käßmann, Annette Dieing                                                       |
| 051      | 37  | 25. November 2012  | Auge um Auge, Zahn um Zahn – Niemals Frieden in Nahost?                                                                  | Daniel Barenboim, Guido Westerwelle, Avi Primor, Sawsan Chebli, Salah Abdel Shafi                                                                     |
| 052      | 38  | 2. Dezember 2012   | Schöne Bescherung! Wer muss für unsere Geschenke leiden?                                                                 | Jörg Schieb, Uwe Kleinert, Thomas Becker, Holger Brackemann, Gisela Burckhardt, Rudolf Loder, Heiner Geißler, Wolf-Rüdiger Baumann, Christoph Lütgert |
| 053      | 39  | 16. Dezember 2012  | Tatort Rotlichtmilieu – Wie brutal ist das Geschäft mit dem Sex?                                                         | Cathrin Schauer, Christian Zahel, Jürgen Rudloff, Renate Künast, Alice Schwarzer, Felicitas Schirow                                                   |

| Nr. ges. | Nr. | Erstausstrahlung   | Thema | Gäste |
| -------- | --- | ------------------ | --- | --- |
| 054      | 01  | 13. Januar 2013    | Die Flughafenversager – Was kosten uns planlose Politiker?                                                                 | Matthias Platzeck, Renate Künast, Hugo Müller-Vogg, Joachim Hunold, Klaus Grewe (Ingenieur) |
| 055      | 02  | 20. Januar 2013    | Nach der Wahl – Was wird aus Steinbrück und Rösler? (Sendung zur Landtagswahl in Niedersachsen)                            | Ursula von der Leyen, Thomas Oppermann, Daniel Bahr, Jürgen Trittin |
| 056      | 03  | 27. Januar 2013    | Herrenwitz mit Folgen – hat Deutschland ein Sexismus-Problem?                                                              | Wibke Bruhns, Hellmuth Karasek, Silvana Koch-Mehrin, Thomas Osterkorn, Alice Schwarzer, Anne Wizorek |
| 057      | 04  | 3. Februar 2013    | In Gottes Namen – wie gnadenlos ist der Konzern Kirche?                                                                    | Peter Neher, Barbara Steffens, Eva Müller, Bernhard von Tongelen, Martin Lohmann |
| 058      | 05  | 10. Februar 2013   | Die Glaubens-Frage: Wie lebensnah ist die Kirche?                                                                          | Hans-Jochen Jaschke, Nikolaus Schneider, Sylvia Löhrmann, Johannes B. Kerner, Oskar Lafontaine |
| 059      | 06  | 17. Februar 2013   | Verschleppt und misshandelt – wie gelingt ein Leben danach?                                                                | Natascha Kampusch, Johannes Erlemann, Marcus Hellwig, Georg Pieper |
| 060      | 07  | 24. Februar 2013   | Kein Platz für Kinder – Was wird aus dem Kita-Versprechen?                                                                 | Kristina Schröder, Hannelore Kraft, Stefan Sell, Simin Compani, Norbert Blüm |
| 061      | 08  | 3. März 2013       | Kinder, Steuer, Ehe – Gleiches Recht für Homosexuelle?                                                                     | Stefan Kaufmann, Reinhard Müller, Katherina Reiche, Henning Scherf, Thomas Welter |
| 062      | 09  | 10. März 2013      | Den Managern ans Gehalt! Brauchen wir ein Gesetz gegen Gier?                                                               | Gerhard Wulff, Carsten Maschmeyer, Sahra Wagenknecht, Thomas Minder, Marcel Reif, Rainer Brüderle, Klaus Nieding |
| 063      | 10  | 17. März 2013      | Im Namen Allahs – was tun gegen Deutschlands Gotteskrieger?                                                                | Barino Barsoum, Wolfgang Bosbach, Ferid Heider, Güner Balci, Yassin Musharbash |
| 064      | 11  | 24. März 2013      | Mutter, Vater, was habt Ihr getan? Die Geschichten unserer Familien                                                        | Rolf Weiss, Christian Weiss, Malin Weiss, Elm Lalowski, Barbara Rütting, Dieter Wellershoff, Moritz Pfeiffer, Sigmar Gabriel |
| 065      | 12  | 7. April 2013      | Die Geldverstecke der Reichen – Steuerflucht auf unsere Kosten?                                                            | Peter Hornung, Hans Eichel, Wolfgang Kubicki, Dorothea Siems, Rudolf Elmer |
| 066      | 13  | 14. April 2013     | Die Über-Merkel – ist die Bundeskanzlerin unschlagbar?                                                                     | Nikolaus Blome, Peter Altmaier, Agnieszka Brugger, Klaus Wowereit, Frank Stauss |
| 067      | 14  | 21. April 2013     | Der Fall des Uli Hoeneß – vom Saubermann zum Steuersünder?                                                                 | Norbert Walter-Borjans, Wolfgang Kubicki, Oliver Pocher, Dieter Kürten, Dieter Ondracek, Jörg Quoos |
| 068      | 15  | 28. April 2013     | Mia san mia – Uli Hoeneß und die Moral der Mächtigen                                                                       | Peer Steinbrück, Erwin Huber, Thomas Gottschalk, Heribert Prantl |
| 069      | 16  | 5. Mai 2013        | Notendruck, Sitzenbleiben – weg mit der alten Schule?                                                                      | Armin Laschet, Ursula Sarrazin, Richard David Precht, Melda Akbaş, Jens Großpietsch, Gordian Loomans |
| 070      | 17  | 12. Mai 2013       | Patientenfalle Krankenhaus – unnötige OPs für satte Gewinne?                                                               | Jens Spahn, Andrea Krebe, Hendrik Schneider, Sonia Seymour Mikich, Jürgen Graalmann, Michaela Schwabe |
| 071      | 18  | 26. Mai 2013       | Billigkleidung aus Bangladesch – sind wir schuld am Tod der Näherinnen?                                                    | Dirk Niebel, Gisela Burckhardt, Ranga Yogeshwar, Sina Trinkwalder, Thomas Tanklay, Nazma Akter |
| 072      | 19  | 2. Juni 2013       | Auslaufmodell Hausfrau – wie funktioniert Familie heute?                                                                   | Manuela Schwesig, Elisabeth Müller, Cornelia Poletto, Yvonne Willicks, Johannes Kippenberg |
| 073      | 20  | 9. Juni 2013       | Jahrhundertflut, die Zweite – haben wir denn nichts gelernt?                                                               | Joachim Herrmann, Katrin Göring-Eckardt, Sven Plöger, Reinhard Vogt, Ilona Rosenberg, Albert Schwinghammer, Matthias Platzeck, Hermann-Josef Tenhagen |
| 074      | 21  | 16. Juni 2013      | Gemeinsam für die Flutopfer – ganz Deutschland hilft (Sondersendung zum Hochwasser in Deutschland mit ARD-Spendenmarathon) | Wolfgang Schäuble, Stanislaw Tillich, Reiner Haseloff, Christine Lieberknecht, Matthias Platzeck, Hans-Dietrich Genscher, Kai Pflaume, Ilona Rosenberg, Albert Schwinghammer, Rudolf Seiters, Sirko und Ronny Wedekind, Rosel Klauß, Sabine Richter, Maike Schiffels, Manuela Pielmeier sowie Sandra Maischberger, Florian Silbereisen, Christine Neubauer, Gunther Emmerlich, Katarina Witt, Bärbel Schäfer, Katrin Sass, Gabi Bauer, Matthias Opdenhövel, Franziska Schenk, Andrea Kathrin Loewig, Boris Aljinovic, Linda Zervakis, Sebastian Krumbiegel, Hendrikje Fitz, Joachim Llambi, Ulrich Meyer, Joey Kelly, Katia Saalfrank, Paul Biedermann, Arzu Bazman, … |
| 075      | 22  | 23. Juni 2013      | Lohnsklaven und Menschenschinder – verkommen wir zum Billiglohnland?                                                       | Martin Lindner, Klaus Wiesehügel, Peter Kossen, Diana Löbl, Rainer Wagner, Michael Nieberg |
| 076      | 23  | 30. Juni 2013      | Die Schlagloch-Republik – geht Deutschland kaputt?                                                                         | Peter Ramsauer, Bärbel Höhn, Peter Meyer, Werner Hansch, Martin Mertens |
| 077      | 24  | 25. August 2013    | Denkzettel statt Stimmzettel – wozu noch wählen?                                                                           | Thomas de Maizière, Egon Bahr, Walter Kohl, Andrea Hanna Hünniger, Gabor Steingart |
| 078      | 25  | 1. September 2013  | Günther Jauch vor und nach dem Duell (Countdown und Diskussion zum TV-Duell zwischen Angela Merkel und Peer Steinbrück)    | Frank-Walter Steinmeier, Edmund Stoiber, Anne Will, Alice Schwarzer, Hans-Ulrich Jörges, Paul Breitner, Jörg Schönenborn, Ingo Zamperoni |
| 079      | 26  | 8. September 2013  | Tatort U-Bahnhof – machtlos gegen Jugendgewalt?                                                                            | Hans-Peter Friedrich, Andreas Müller, Andreas Responde, Petra Peterich, Ralf Bongartz |
| 080      | 27  | 15. September 2013 | Endspurt im Wahlkampf – wer kann jetzt noch punkten? (Sendung zur Landtagswahl in Bayern)                                  | Ursula von der Leyen, Sigmar Gabriel, Daniel Bahr, Sahra Wagenknecht, Katrin Göring-Eckardt |
| 081      | 28  | 22. September 2013 | Nach der Bundestagswahl – wie wird Deutschland jetzt regiert? (Sendung zur Bundestagswahl)                                 | Wolfgang Schäuble, Klaus Wowereit, Gerhart Baum, Bettina Böttinger, Giovanni di Lorenzo |
| 082      | 29  | 29. September 2013 | Vorsicht Kanzlerin! Wer traut sich zu regieren?                                                                            | Torsten Albig, Winfried Kretschmann, Julia Klöckner, Jakob Augstein, Wolf von Lojewski |
| 083      | 30  | 6. Oktober 2013    | Deutschland auf Stand-by. Wie läuft das Spiel um die Macht?                                                                | Hannelore Kraft, Peter Altmaier, Theo Waigel, Michael Jürgs, Bernhard Bueb |
| 084      | 31  | 13. Oktober 2013   | Protz-Bischof oder Armen-Papst – was will die Kirche wirklich?                                                             | Stephan Ackermann, Norbert Blüm, Jochen Riebel, Christiane Florentin, Manfred Lütz |
| 085      | 32  | 20. Oktober 2013   | Heilige Millionen – wozu braucht die Kirche so viel Geld?                                                                  | Norbert Feldhoff, Albert Schmid, Gisela Friedrichsen, Heribert Prantl, Andreas Englisch |
| 086      | 33  | 27. Oktober 2013   | Handy-Alarm im Kanzleramt – machtlos gegen Amerikas Spitzel?                                                               | John Kornblum, Wolfgang Bosbach, Juli Zeh, Marcel Rosenbach, Ranga Yogeshwar |
| 087      | 34  | 3. November 2013   | 100 Jahre Willy Brandt – ein Leben für Deutschland                                                                         | Peter Brandt, Egon Bahr, Heiner Geißler, Michelle Müntefering, Ulrich Wickert |
| 088      | 35  | 10. November 2013  | Großbordell Deutschland – muss Prostitution verboten werden?                                                               | Charlotte Britz, Uwe Dörnhöfer, Lena Morgenroth, Jürgen Rudloff, Rita Knobel-Ulrich |
| 089      | 36  | 17. November 2013  | „Glückssache Leben – worauf kommt es wirklich an?“ (ARD-Themenwoche)                                                       | Anke Engelke, Eckart von Hirschhausen, Juliane Koepcke, Samuel Koch, Kerstin Klein |
| 090      | 37  | 8. Dezember 2013   | Weihnachten mit Amazon und Co. – wer leidet unter unserem Bestell-Wahn?                                                    | Günter Wallraff, Laura Karasek, Ranga Yogeshwar, Gerrit Heinemann, Patrick Palombo |
| 091      | 38  | 15. Dezember 2013  | Merkels neue Mannschaft – wie werden wir jetzt regiert?                                                                    | Ursula von der Leyen, Andrea Nahles, Gregor Gysi, Elisabeth Niehjahr, Ingo Zamperoni |

| Nr. ges. | Nr. | Erstausstrahlung   | Thema                                                                                | Gäste |
| -------- | --- | ------------------ | ------------------------------------------------------------------------------------ | --- |
| 092      | 01  | 19. Januar 2014    | Mein Tod gehört mir! Gibt es ein Recht auf selbstbestimmtes Sterben?                 | Udo Reiter, Franz Müntefering, Petra Bahr, Uwe-Christian Arnold                                             |
| 093      | 02  | 26. Januar 2014    | Edward Snowden im Interview – Held oder Verräter?                                    | John Kornblum, Hans-Christian Ströbele, Marina Weisband, Hubert Seipel, Julian Reichelt                     |
| 094      | 03  | 2. Februar 2014    | Totalschaden ADAC – was ist das für ein Pannenverein?                                | Peter Meyer, Uwe Ritzer, Ferdinand Dudenhöffer, Margaret Heckel, Franz W. Rother                            |
| 095      | 04  | 9. Februar 2014    | Schwarzer und Co. am Steuer-Pranger – endet beim Geld die Moral?                     | Wolfgang Schäuble, Margrit Lichtinghagen, Nikolaus Blome, Dirk Roßmann                                      |
| 096      | 05  | 16. Februar 2014   | Der Fall Edathy und die Folgen – Regierung in der Krise?                             | Wolfgang Bosbach, Karl Lauterbach, Georg Mascolo, Gisela Friedrichsen, Wolfgang Kubicki                     |
| 097      | 06  | 23. Februar 2014   | Lustobjekt Kind – was tun gegen das böse Geschäft mit nackten Jungen und Mädchen?    | Manuela Schwesig, Christoph J. Ahlers, Udo Vetter, Bernd Siggelkow, Sebastian Bellwinkel                    |
| 098      | 07  | 2. März 2014       | Putins Machtspiele – gibt es jetzt Krieg?                                            | Gregor Gysi, Marina Weisband, Ivan Rodionov, Wolfgang Ischinger, Christiane Hoffmann                        |
| 099      | 08  | 9. März 2014       | Der Prozess – muss Uli Hoeneß ins Gefängnis?                                         | Edmund Stoiber, Simone Kämpfer, Johannes Röhrig, Wolfgang Huber, Georg Mascolo                              |
| 100      | 09  | 16. März 2014      | Uli Hoeneß – Absturz mit Anstand?                                                    | Hans-Ulrich Jörges, Herta Däubler-Gmelin, Jakob Augstein, Thomas Selter, Waldemar Hartmann                  |
| 101      | 10  | 23. März 2014      | Putin, der Große – wie gefährlich ist sein Russland?                                 | Ursula von der Leyen, John Kornblum, Gerd Ruge, Hubert Seipel, Dmitri Tultschinski                          |
| 102      | 11  | 30. März 2014      | Luxusgut Wohnen – wird die Miete unbezahlbar?                                        | Olaf Scholz, Christian Lindner, Jürgen Michael Schick, Sylvia Sonnemann, Andrej Holm                        |
| 103      | 12  | 6. April 2014      | Die Rentner der Zukunft – Arbeit statt Ruhestand?                                    | Norbert Blüm, Ralf Stegner, Margaret Heckel, Herbert Walter, Jasmin Buck                                    |
| 104      | 13  | 13. April 2014     | „Wie geht es Michael Schumacher?“ – Prominente und die Grenzen der Berichterstattung | Sabine Kehm, Dominik Höch, Rolf Hellgardt, Alfred Draxler, Hans Paul                                        |
| 105      | 14  | 4. Mai 2014        | Kriegsgefahr in Europa – ist Putin noch zu stoppen?                                  | Ursula von der Leyen, Erhard Eppler, Fritz Pleitgen, Marina Weisband, Klaus-Helge Donath                    |
| 106      | 15  | 11. Mai 2014       | Mein Kind ist ein Schläger – ohnmächtig gegen Jugendgewalt?                          | Undine Schulz, Dennis Schulz, Volker Schmidt, Corinna Sassenroth, Addick Dase, Martin Haas                  |
| 107      | 16  | 18. Mai 2014       | Mit Down-Syndrom aufs Gymnasium – freie Schulwahl für behinderte Kinder?             | Malu Dreyer, Kirsten Ehrhardt, Josef Kraus, Carina Kühne, Jan-Martin Klinge                                 |
| 108      | 17  | 25. Mai 2014       | Die Denkzettel-Wahl – Abrechnung mit Europa? (Sendung zur Europawahl)                | Wolfgang Schäuble, Peer Steinbrück, Giovanni di Lorenzo, Juli Zeh                                           |
| 109      | 18  | 1. Juni 2014       | Fußball-WM in Brasilien – Fest oder Fiasko?                                          | Jens Lehmann, Peter Lohmeyer, Béla Réthy, Claudia Roth, Edmund Stoiber                                      |
| 110      | 19  | 15. Juni 2014      | Albtraum Einbruch – Wie sicher sind wir in der eigenen Wohnung?                      | Thomas de Maizière, Ursula Schuler, Egbert Bülles, Volker Schirrmacher                                      |
| 111      | 20  | 22. Juni 2014      | Blutiger Feldzug – wie gefährlich sind die islamistischen Gotteskrieger?             | Norbert Röttgen, Jan van Aken, Jörg Armbruster, Dunja Hayali, Guido Steinberg                               |
| 112      | 21  | 6. Juli 2014       | Frauen an die Macht! Hillary Clinton zu Gast bei Günther Jauch                       | Hillary Clinton, Ursula von der Leyen, Margot Käßmann                                                       |
| 113      | 22  | 28. September 2014 | Gewalt im Namen Allahs – wie denken unsere Muslime?                                  | Wolfgang Bosbach, Abdul Adhim Kamouss, Heinz Buschkowsky, Özlem Gezer, Stefan Buchen                        |
| 114      | 23  | 5. Oktober 2014    | Der Folter-Skandal – versagt unsere Flüchtlingspolitik?                              | Ralf Jäger, Cem Özdemir, Thomas Strobl, Michaela Vogelreuther, Maya Alkhechen, Jens Krause                  |
| 115      | 24  | 12. Oktober 2014   | Helmut Kohl – wem gehört seine Geschichte?                                           | Heribert Schwan, Stephan Holthoff-Pförtner, Edmund Stoiber, Brigitte Seebacher, Nikolaus Blome, Tilman Jens |
| 116      | 25  | 19. Oktober 2014   | Udo Reiters letzter Wille – dürfen wir selbstbestimmt sterben?                       | Thomas Gottschalk, Franz Müntefering, Bettina Schöne-Seifert, Nikolaus Schneider                            |
| 117      | 26  | 26. Oktober 2014   | Eiskalte Karriereplanung – ist Kinderkriegen Chefsache?                              | Ranga Yogeshwar, Elisabeth Niejahr, Petra Dalhoff, Sharon Berkal, Nicolas Zech                              |
| 118      | 27  | 2. November 2014   | Familiendrama – wenn Eltern sich und ihre Kinder töten                               | Doreen Salomon, Petra Eder, Heidi Kastner, Amrai Coen, Andreas Schmidt, Axel Petermann                      |
| 119      | 28  | 9. November 2014   | 25 Jahre Mauerfall – haben sich unsere Hoffnungen erfüllt?                           | Harald Jäger, Jan Josef Liefers, Bärbel Reinke, Klaus Wowereit, Georg Mascolo                               |
| 120      | 29  | 16. November 2014  | Das Putin-Interview – wohin steuert der Kreml-Chef?                                  | Ursula von der Leyen, Hubert Seipel, Sonia Seymour Mikich, Heinrich August Winkler                          |
| 121      | 30  | 23. November 2014  | Antwort an Putin: Nachgeben oder Härte zeigen?                                       | Matthias Platzeck, Wolf Biermann, Gabriele Krone-Schmalz, Alexander Graf Lambsdorff                         |
| 122      | 31  | 30. November 2014  | Einmal Soli, immer Soli – bekommt der Staat denn nie genug?                          | Hannelore Kraft, Markus Söder, Reiner Holznagel, Hans-Ulrich Jörges                                         |
| 123      | 32  | 14. Dezember 2014  | Frustbürger und Fremdenfeinde – wie gefährlich sind die neuen Straßen-Proteste?      | Jens Spahn, Bernd Lucke, Gesine Schwan, Michael Spreng, Wolfgang Donsbach                                   |

| Nr. ges. | Nr. | Erstausstrahlung   | Thema                                                                         | Gäste |
| -------- | --- | ------------------ | ----------------------------------------------------------------------------- | --- |
| 124      | 01  | 11. Januar 2015    | Der Terror-Schock – wie reagieren wir auf die neuen Anschläge?                | Thomas de Maizière, Mathias Döpfner, Souad Mekhennet, Ulrich Wickert                                                                                  |
| 125      | 02  | 18. Januar 2015    | Politik trifft auf Protest – Pegida bei Günther Jauch                         | Jens Spahn, Kathrin Oertel, Wolfgang Thierse, Alexander Gauland, Frank Richter                                                                        |
| 126      | 03  | 25. Januar 2015    | Mein Leben mit Auschwitz – das Vermächtnis der letzten Überlebenden           | Eva Erben, Margot Friedländer, Gerhard Wiese |
| 127      | 04  | 1. Februar 2015    | Der Euro-Schreck – wohin führt die Griechen-Wut?                              | Wolfgang Bosbach, Katja Kipping, Bernd Lucke, Anja Kohl, Michalis Pantelouris                                                                         |
| 128      | 05  | 8. Februar 2015    | Schicksalstage in Europa – auf wen hört Putin noch?                           | Martin Schulz, John Kornblum, Gabriele Krone-Schmalz, Harald Kujat                                                                                    |
| 129      | 06  | 15. Februar 2015   | Merkels Mission – wie groß ist die Hoffnung auf Frieden?                      | Wladimir Michailowitsch Grinin, Norbert Röttgen, Andrij Melnyk                                                                                        |
| 130      | 07  | 22. Februar 2015   | Von wegen, der Nächste bitte…! Das lange Warten auf den Arzttermin            | Hermann Gröhe, Andreas Gassen, Susanne Mauersberg, Stefan Etgeton, Paul Brandenburg, Stefanie Hehenberger                                             |
| 131      | 08  | 1. März 2015       | 8 Euro 50 – funktioniert der Mindestlohn?                                     | Andrea Nahles, Roland Ermer, Bodo Ramelow, Ilse Aigner, Stefan Sell, Jürgen Schlüns, Volker Gebert, Melanie Moos                                      |
| 132      | 09  | 8. März 2015       | Putins Russland – auf dem Weg zur Diktatur?                                   | Schanna Nemzowa, Garri Kasparow, Alfred Koch, Ina Ruck, Matthias Platzeck, Wladimir Kondratjew                                                        |
| 133      | 10  | 15. März 2015      | Der Euro-Schreck stellt sich – Varoufakis bei Günther Jauch                   | Yanis Varoufakis, Markus Söder, Ulrike Herrmann, Ernst Elitz                                                                                          |
| 134      | 11  | 22. März 2015      | Der ungerechte Lohn – warum verdienen Frauen weniger?                         | Manuela Schwesig, Thomas Sattelberger, Elisabeth Niejahr, Marcus Wöhrl, Roland Tichy, Edeltraut Walla, Sylvia Wilson                                  |
| 135      | 12  | 29. März 2015      | Flug 4U9525 – wie können wir mit dieser Katastrophe umgehen?                  | Kay Kratky, Wolfgang Huber, Gerhart Baum, Sabine Rau, Reiner Kemmler                                                                                  |
| 136      | 13  | 19. April 2015     | Das Flüchtlingsdrama! Was ist unsere Pflicht?                                 | Hans-Peter Friedrich, Heribert Prantl, Maya Alkhechen, Roger Köppel, Christian Haase, Harald Höppner                                                  |
| 137      | 14  | 26. April 2015     | Der Fall Gröning – was bringt der Auschwitz-Prozess von Lüneburg?             | Heiko Maas, Susanne Frangenberg, Eva Mozes Kor, Gisela Friedrichsen, Michael Wolffsohn                                                                |
| 138      | 15  | 3. Mai 2015        | Deutschlands Löhne – was ist unsere Arbeit wert?                              | Gregor Gysi, Reiner Hoffmann, Michael Hüther, Katja Suding, Rainer Voss, Stephanie Wittmann-Wallner, Roswitha Winter, Martin Feldmann, Thomas Fugmann |
| 139      | 16  | 10. Mai 2015       | Die Wut der Bauern – sind unsere Lebensmittel zu billig?                      | Renate Künast, Willi Schillings, Jürgen Abraham, Tanja Busse, Thomas Roeb, Timo Wessels                                                               |
| 140      | 17  | 17. Mai 2015       | Unverdient reich – ist Erben gerecht?                                         | Julia Friedrichs, Dirk Roßmann, Christoph Butterwegge, Stephanie von Pfuel, Thomas Druyen                                                             |
| 141      | 18  | 31. Mai 2015       | Der FIFA-Sumpf – Wie schmutzig ist unser Fußball?                             | Alexander Koch, Guido Tognoni, Marcel Reif, Claudia Roth, Florian Bauer                                                                               |
| 142      | 19  | 7. Juni 2015       | Die Welt in Unordnung – kann Politik noch Krisen lösen?                       | Peter Altmaier, Margot Käßmann, Dietmar Herz, Fagr Eladly, Gabor Steingart                                                                            |
| 143      | 20  | 14. Juni 2015      | Grexit – Katastrophe oder Chance für den Neuanfang?                           | Martin Schulz, Wolfgang Bosbach, Ulrike Herrmann, Max Otte, Kalliopi Brandstäter                                                                      |
| 144      | 21  | 21. Juni 2015      | Countdown zum Staatsbankrott – Scheitert die Griechenland-Rettung?            | Theo Waigel, Theodoros Paraskevopoulos, Sahra Wagenknecht, Rainer Hank                                                                                |
| 145      | 22  | 28. Juni 2015      | Showdown im Schuldenstreit – was wird aus Griechenland?                       | Edmund Stoiber, Klaus Regling, Anja Kohl, Theodoros Paraskevopoulos                                                                                   |
| 146      | 23  | 5. Juli 2015       | Die Entscheidung der Griechen – Schicksalstag für Europa?                     | Ralph Brinkhaus, Giorgos Chondros, Ulrike Herrmann, Michael Spreng, Kalliopi Brandstäter, Janis Chatzigogas                                           |
| 147      | 24  | 27. September 2015 | Der VW-Betrug – steht „Made in Germany“ auf dem Spiel?                        | Anton Hofreiter, Wolfgang Kubicki, Anja Kohl, Axel Friedrich, Dietmar Hawranek                                                                        |
| 148      | 25  | 4. Oktober 2015    | Flüchtlingsrepublik Deutschland – wo liegen unsere Grenzen? (ARD-Themenwoche) | Herbert Grönemeyer, Peter Altmaier, Michaela Vogelreuther, Werner Patzelt, Ranga Yogeshwar                                                            |
| 149      | 26  | 11. Oktober 2015   | Die Flüchtlingskanzlerin – hat Merkel recht?                                  | Andreas Scheuer, Armin Laschet, Claudia Roth, Hajo Schumacher                                                                                         |
| 150      | 27  | 18. Oktober 2015   | Pöbeln, hetzen, drohen – wird der Hass gesellschaftsfähig?                    | Heiko Maas, Anja Reschke, Klaus Bouillon, Björn Höcke                                                                                                 |
| 151      | 28  | 25. Oktober 2015   | Flüchtlingszustrom ohne Ende – wird Europa jetzt zur Festung?                 | Elmar Brok, Peter Gauweiler, Hans-Ulrich Jörges, Melissa Fleming, Frank A. Meyer                                                                      |
| 152      | 29  | 1. November 2015   | Seehofers Ultimatum: Begrenzt Merkel jetzt den Flüchtlingszustrom?            | Edmund Stoiber, Julia Klöckner, Jaafar Abdul Karim, Michael Spreng, Franz Meyer, Ralf Stegner                                                         |
| 153      | 30  | 8. November 2015   | Schockdiagnose Krebs – Guido Westerwelle bei Günther Jauch                    | Guido Westerwelle, Eva Fidler, Michael Hallek |
| 154      | 31  | 15. November 2015  | Der Terror von Paris – Was ist unsere Antwort?                                | Julia Schmitz, Thomas Schmitz, Ursula von der Leyen, Martin Schulz, Georg Mascolo, Jaafar Abdul Karim, Ulrich Wickert                                 |
| 155      | 32  | 22. November 2015  | Terrorziel Deutschland – wie groß ist die Gefahr?                             | Joachim Herrmann, Sonia Seymour Mikich, Stefan Aust, Jürgen Todenhöfer                                                                                |
| 156      | 33  | 29. November 2015  | Am Ende eines Krisenjahres – Wolfgang Schäuble bei Günther Jauch              | Wolfgang Schäuble |

Quelle: DasErste.de

## Quoten
Die Eröffnungssendung schauten bei Zuschauern ab drei Jahren rund fünf Millionen, in der werberelevanten Gruppe rund 1,2 Millionen Zuschauer, was einem Marktanteil von 18,6 bzw. 9,7 % entsprach.
Der Quotenrekord wurde am 1. September 2013 aufgestellt. Die 78. Sendung, die im Anschluss an das Fernsehduell zwischen Angela Merkel und Peer Steinbrück ausgestrahlt wurde, erreichte 8,23 Millionen Zuschauer ab drei Jahren. Damit wurde die vorherige Rekordsendung (Nummer 67 am 21. April 2013) mit dem Thema „Der Fall des Uli Hoeneß – vom Saubermann zum Steuersünder?“, die 6,67 Millionen Zuschauer erreichte, überboten. Die dritthöchste Reichweite erzielte die 53. Sendung am 16. Dezember 2012 zum Thema „Tatort Rotlichtmilieu – Wie brutal ist das Geschäft mit dem Sex?“ mit 6,27 Millionen Zuschauern.
| Sendung | Datum              | Zuschauer | Zuschauer       | Marktanteil | Marktanteil     |
| Sendung | Datum              | Gesamt    | 14 bis 49 Jahre | Gesamt      | 14 bis 49 Jahre |
| ------- | ------------------ | --------- | --------------- | ----------- | --------------- |
| 092     | 19. Januar 2014    | 3,92 Mio. | 0,65 Mio.       | 12,5 %      | 05,0 %          |
| 093     | 26. Januar 2014    | 4,76 Mio. | 0,89 Mio.       | 15,6 %      | 07,2 %          |
| 094     | 2. Februar 2014    | 3,97 Mio. |                 | 13,2 %      |                 |
| 095     | 9. Februar 2014    | 5,55 Mio. | 1,07 Mio.       | 18,9 %      | 09,3 %          |
| 096     | 16. Februar 2014   | 5,32 Mio. | 0,90 Mio.       | 18,1 %      | 07,6 %          |
| 097     | 23. Februar 2014   | 4,13 Mio. | 0,83 Mio.       | 13,8 %      | 06,9 %          |
| 098     | 2. März 2014       | 4,48 Mio. | 0,88 Mio.       | 15,1 %      | 07,5 %          |
| 099     | 9. März 2014       | 5,83 Mio. | 1,28 Mio.       | 20,8 %      | 11,5 %          |
| 100     | 16. März 2014      | 5,42 Mio. |                 | 18,8 %      |                 |
| 101     | 23. März 2014      | 5,37 Mio. | 1,05 Mio.       | 18,9 %      | 09,1 %          |
| 102     | 30. März 2014      | 4,39 Mio. | 0,95 Mio.       | 15,3 %      | 08,1 %          |
| 103     | 6. April 2014      | 4,78 Mio. |                 | 16,5 %      | 06,9 %          |
| 104     | 13. April 2014     | 5,68 Mio. | 1,14 Mio.       | 19,4 %      | 09,7 %          |
| 105     | 4. Mai 2014        | 4,35 Mio. | 0,65 Mio.       | 15,0 %      | 05,6 %          |
| 106     | 11. Mai 2014       | 5,96 Mio. |                 | 20,6 %      | 11,8 %          |
| 107     | 18. Mai 2014       | 4,28 Mio. |                 | 15,4 %      |                 |
| 108     | 25. Mai 2014       | 3,73 Mio. |                 | 14,9 %      | 06,2 %          |
| 109     | 1. Juni 2014       | 3,12 Mio. |                 | 20,0 %      | 16,0 %          |
| 110     | 15. Juni 2014      | 2,86 Mio. |                 | 09,4 %      | 04,1 %          |
| 111     | 22. Juni 2014      | 3,01 Mio. | 0,44 Mio.       | 10,8 %      | 03,9 %          |
| 112     | 6. Juli 2014       | 3,65 Mio. | 0,46 Mio.       | 13,9 %      | 04,4 %          |
| 113     | 28. September 2014 | 4,82 Mio. |                 | 17,4 %      | 08,2 %          |
| 114     | 5. Oktober 2014    | 4,27 Mio. | 0,85 Mio.       | 15,5 %      | 07,4 %          |
| 115     | 12. Oktober 2014   | 5,00 Mio. |                 | 18,0 %      | 07,6 %          |
| 116     | 19. Oktober 2014   | 4,34 Mio. | 0,80 Mio.       | 15,7 %      | 07,2 %          |
| 117     | 26. Oktober 2014   | 4,18 Mio. | 0,87 Mio.       | 15,3 %      | 08,0 %          |
| 118     | 2. November 2014   | 4,38 Mio. |                 | 14,6 %      | 07,5 %          |
| 119     | 9. November 2014   | 4,39 Mio. |                 | 15,2 %      | 07,2 %          |
| 120     | 16. November 2014  | 5,61 Mio. |                 | 20,0 %      | 09,0 %          |
| 121     | 23. November 2014  | 5,31 Mio. | 0,97 Mio.       | 18,9 %      | 08,7 %          |
| 122     | 30. November 2014  | 4,11 Mio. | 0,79 Mio.       | 14,0 %      | 06,8 %          |
| 123     | 14. Dezember 2014  | 4,89 Mio. | 0,92 Mio.       | 16,9 %      | 08,1 %          |

| Sendung | Datum              | Zuschauer | Zuschauer       | Marktanteil | Marktanteil     |
| Sendung | Datum              | Gesamt    | 14 bis 49 Jahre | Gesamt      | 14 bis 49 Jahre |
| ------- | ------------------ | --------- | --------------- | ----------- | --------------- |
| 124     | 11. Januar 2015    | 4,23 Mio. | 1,05 Mio.       | 15,3 %      | 10,0 %          |
| 125     | 18. Januar 2015    | 5,57 Mio. | 1,23 Mio.       | 18,3 %      | 10,5 %          |
| 126     | 25. Januar 2015    | 3,49 Mio. | 0,82 Mio.       | 11,6 %      | 07,0 %          |
| Best of | 1. Februar 2015    | 4,94 Mio. | 1,31 Mio.       | 14,8 %      | 10,2 %          |
| 127     | 1. Februar 2015    | 4,15 Mio. |                 | 15,6 %      | 08,7 %          |
| 128     | 8. Februar 2015    | 4,64 Mio. | 0,81 Mio.       | 15,8 %      | 07,5 %          |
| 129     | 15. Februar 2015   | 3,24 Mio. |                 | 11,3 %      | 05,7 %          |
| 130     | 22. Februar 2015   | 4,28 Mio. |                 | 14,7 %      | 07,9 %          |
| 131     | 1. März 2015       | 4,58 Mio. | 0,88 Mio.       | 16,3 %      | 08,1 %          |
| 132     | 8. März 2015       | 4,35 Mio. | 0,88 Mio.       | 16,5 %      | 08,6 %          |
| 133     | 15. März 2015      | 5,22 Mio. | 0,95 Mio.       | 18,4 %      | 08,5 %          |
| 134     | 22. März 2015      | 4,12 Mio. | 0,88 Mio.       | 14,2 %      | 07,5 %          |
| 135     | 29. März 2015      | 4,80 Mio. | 0,88 Mio.       | 16,0 %      | 07,5 %          |
| 136     | 19. April 2015     | 4,28 Mio. | 0,75 Mio.       | 15,6 %      | 07,0 %          |
| 137     | 26. April 2015     | 3,59 Mio. |                 | 13,0 %      | 06,3 %          |
| 138     | 3. Mai 2015        | 4,40 Mio. | 0,82 Mio.       | 15,2 %      | 07,3 %          |
| 139     | 10. Mai 2015       | 3,76 Mio. |                 | 14,2 %      |                 |
| 140     | 17. Mai 2015       | 4,65 Mio. | 0,84 Mio.       | 16,4 %      | 07,7 %          |
| 141     | 31. Mai 2015       | 4,75 Mio. | 1,00 Mio.       | 16,8 %      | 09,2 %          |
| 142     | 7. Juni 2015       | 3,28 Mio. |                 | 12,2 %      |                 |
| 143     | 14. Juni 2015      | 5,02 Mio. | 0,93 Mio.       | 18,8 %      | 09,0 %          |
| 144     | 21. Juni 2015      | 5,11 Mio. | 0,96 Mio.       | 17,9 %      | 09,1 %          |
| 145     | 28. Juni 2015      | 5,24 Mio. | 1,04 Mio.       | 20,9 %      | 11,4 %          |
| 146     | 5. Juli 2015       | 4,62 Mio. | 0,96 Mio.       | 19,6 %      | 11,1 %          |
| 147     | 27. September 2015 | 4,08 Mio. | 0,69 Mio.       | 15,0 %      | 06,8 %          |
| 148     | 4. Oktober 2015    | 4,07 Mio. | 0,80 Mio.       | 14,4 %      | 07,4 %          |
| 149     | 11. Oktober 2015   | 2,83 Mio. |                 | 09,0 %      | 04,8 %          |
| 150     | 18. Oktober 2015   | 5,54 Mio. | 1,21 Mio.       | 18,8 %      | 11,0 %          |
| 151     | 25. Oktober 2015   | 4,98 Mio. | 1,13 Mio.       | 17,3 %      | 10,2 %          |
| 152     | 1. November 2015   | 5,05 Mio. | 1,06 Mio.       | 17,4 %      | 09,4 %          |
| 153     | 8. November 2015   | 5,12 Mio. | 1,09 Mio.       | 17,0 %      | 09,0 %          |
| 154     | 15. November 2015  | 5,61 Mio. | 1,52 Mio.       | 19,8 %      | 13,7 %          |
| 155     | 22. November 2015  | 4,77 Mio. | 0,97 Mio.       | 16,1 %      | 08,2 %          |
| 156     | 29. November 2015  | 4,64 Mio. | 1,00 Mio.       | 16,2 %      | 09,1 %          |

## Zwischenfälle
Am 6. Mai 2012 ereignete sich in der laufenden Sendung ein Zwischenfall, als der Schauspielstudent David Schellenschmidt lautstark den anwesenden Regierenden Bürgermeister von Berlin, Klaus Wowereit, unterbrach und versuchte, auf die Bühne zu gelangen. Er wurde von drei Sicherheitsleuten überwältigt und aus dem Studio gebracht.
Jauch ließ jedoch den Zuschauer mit den Worten „Hier wird keiner einfach aus der Sendung – wie in der Ukraine – rausgehauen“ wieder in das Studio führen. Hintergrund war die laufende Debatte über den Neubau der Berliner Schauspielschule, für die Wowereit verantwortlich ist. Auf eine Anzeige gegen David Schellenschmidt wurde verzichtet.
Am 9. März 2014 kam es zu einem ähnlichen Zwischenfall. Ein Zuschauer näherte sich dem ehemaligen EKD-Ratsvorsitzenden Wolfgang Huber, wurde aber von zwei Sicherheitsleuten überwältigt und aus dem Studio geführt. Jauch bat die Regie, ihn über Details zu informieren. Am Ende der Sendung erklärte Jauch, der Mann hätte private Probleme mit seiner Wohnung und meine, diese Sendung wäre eine „Verarsche“. Dem Mann gehe es dementsprechend gut, man habe ihn aber nicht in die Runde bitten können, um seine Anliegen zu besprechen.
Die Ausstrahlung der Folge vom 1. Februar 2015 wurde durch einen Stromausfall in Teilen von Berlin-Schöneberg anfangs nicht live gesendet. Die ARD überbrückte zunächst mit der Ausstrahlung einer älteren Tatort-Folge und wies auf das Problem durch Untertitel hin. Die Liveübertragung der Talkshow begann schließlich um etwa 22:05 Uhr, die nachfolgenden Sendungen verschoben sich entsprechend.
Am 19. April 2015 erzwang der Studiogast Harald Höppner gegen Günther Jauchs Willen während der Sendung eine Schweigeminute für kurz zuvor im Mittelmeer ertrunkene Bootsflüchtlinge. Nachdem die Studiogäste sich auf Höppners Aufforderung zur Schweigeminute erhoben hatten, gab Jauch seinen Widerstand auf, beendete die Schweigeminute jedoch gegen den Willen des stoisch auf seine Uhr schauenden Höppner nach 37 Sekunden.

## Kontroversen und Kritik

### Rechtsstreit mit Bettina Wulff
In der Sendung vom 18. Dezember 2011 erwähnte Jauch einen Bericht der Berliner Zeitung. Darin waren Gerüchte kolportiert worden, wonach die Bild überlege, einen Artikel über das angebliche Vorleben der damaligen Bundespräsidentengattin Bettina Wulff im Rotlichtmilieu zu veröffentlichen. Einige Monate später reichte Wulff eine Unterlassungsklage gegen Jauch ein. Dieser willigte über seinen Anwalt ein, derartige Anspielungen nicht zu wiederholen, ließ aber verlauten, er habe nie eine falsche Tatsachenbehauptung aufgestellt, sondern nur aus einem Bericht zitiert und daraus eine Frage formuliert. „Da ich allerdings kein Interesse an einer Auseinandersetzung mit Frau Wulff habe, habe ich den Rechtsstreit beenden lassen, noch ehe mir die Klage von Frau Wulff überhaupt offiziell zugestellt wurde.“

### Debatte um Videoaufzeichnung von Yanis Varoufakis
Im März 2015 entstand eine öffentliche Debatte, als der griechische Finanzminister Yanis Varoufakis mit Ausschnitten eines über soziale Netzwerke verbreiteten Videos aus dem Jahre 2013 konfrontiert wurde, in dem er Deutschland angeblich den Stinkefinger gezeigt haben soll. Varoufakis bezeichnete den Videoausschnitt als „gefälscht“, veröffentlichte dazu über Twitter eine Langversion. Der Fingerzeig selbst, wie Medien an Varoufakis kritisierten, sei jedoch echt. Jedoch wurde die Geste aus dem Zusammenhang gerissen und in einen falschen Kontext gesetzt. So habe Varoufakis im Mai 2013 die Situation Griechenlands vor fünf Jahren geschildert. Im Kontext nannte er, dass es 2013 gerade keine Option sei, Deutschland den Mittelfinger zu zeigen. Der deutsche Fernsehsatiriker Jan Böhmermann behauptete dagegen, die Manipulation veranlasst zu haben, was sich als satirische Falschmeldung erwies. Kontroversen entwickelten sich auch um die redaktionelle Einbettung des Beitrags bei Günther Jauch. So meinte unter anderem der Medienjournalist Stefan Niggemeier, Varoufakis’ Aussage sei durchaus verfälscht worden, weil für die Zuschauer der Kontext nicht klar erkennbar gewesen sei. Er habe „damals auf einer Bühne in Zagreb als Wissenschaftler die eigenen Politiker in Athen attackiert.“ 2010 hätte er an ihrer Stelle sein Land noch vor dem ersten Hilfspaket in die Pleite geschickt und damit seinen Gläubigern letztlich den Mittelfinger nach dem Motto gezeigt: „Ihr könnt das Problem jetzt allein lösen.“
Der stellvertretende Chefredakteur des österreichischen Standards Rainer Schüller urteilte, dass Böhmermann mit seinem Beitrag die „wohl beste Medienkritik seit langer Zeit“ veröffentlicht habe. Runtergebrochen auf das journalistische Handwerk bleibe nämlich übrig, dass Fehler passiert seien. Er zitierte Böhmermann mit den Worten: „Ihr habt das Video nicht gefälscht. Ihr habt einfach nur das Video aus dem Zusammenhang gerissen und einen griechischen Politiker am Stinkefinger durchs Studio gezogen.“ Die „Watsche“ gehe auch in Richtung des Medienkonsumenten. Auch andere Medien wie die Frankfurter Allgemeine Zeitung oder die NZZ am Sonntag übten heftige Kritik bis hin zur Forderung einer Absetzung Günther Jauchs durch die ARD. Er habe „übelste[n] Kampagnenjournalismus“ betrieben und „gegen fundamentale journalistische Standards“ verstoßen.

### Kritik Günther Jauchs an ARD und ZDF in  Bezug auf seine Arbeit
Im Jahr 2019 kritisierte Jauch selbst die öffentlich-rechtlichen Sender, wobei er nicht an Kritik sparte, dass ihm seitens der ARD in seine Arbeit als Journalist hereingeredet und diese von Senderseiten beeinflusst wurde. So konstatierte Jauch: „In meinem speziellen Fall war es einfach so: Ich bin, gerade wenn ich journalistisch tätig bin, gerne unabhängig. Mit der Unabhängigkeit war es irgendwann schwierig.“ und führte fort: „Sie schauen zuweilen ängstlich nach links und rechts, sie haben Rundfunkräte, Verwaltungsräte, politische Parteien, manchmal eine Schere, die sich selbst im Kopf zusammengebastelt haben.“ So gäbe es „Karrieristen, die zusehen, wie sie sich verhalten, damit sie in zwei Jahren diesen oder jenen Job bekommen“. Seiner Auffassung nach hätten ihm zu viele Leute (bei Produktion und Inhalt der Sendung) mitreden wollen.

## Auszeichnungen
- 2025: Gewinn des ARD Online-Votings für den größten Talkmaster beim 75 Jahre ARD – Die große Jubiläumsshow[25]